# فهرست جایزه‌ها و نامزدی‌های متیو مک‌کانهی

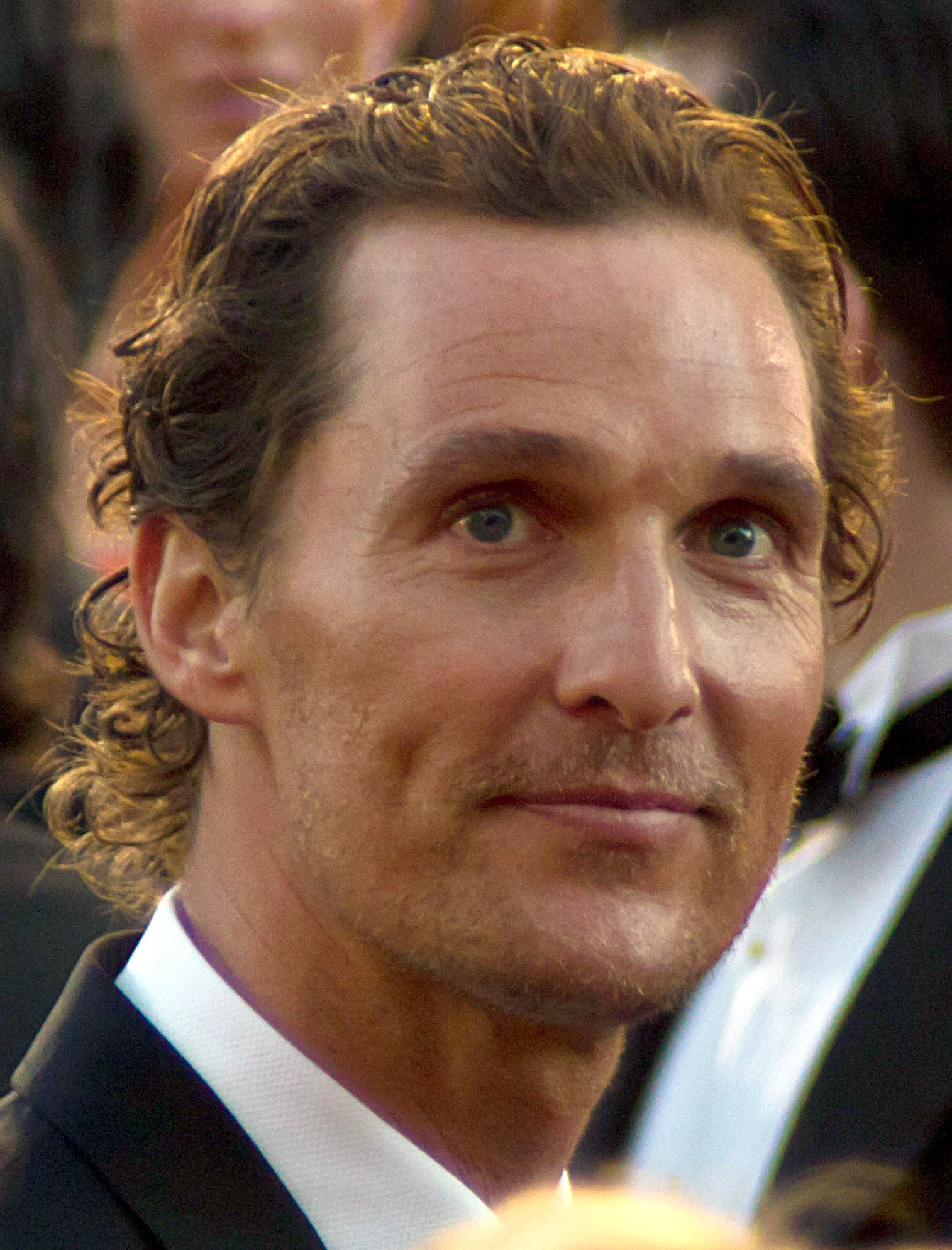
متیو مک‌کانهی درهشتاد و سومین دوره جوایز اسکار

فهرست زیر شامل تمام جوایز و نامزدی‌های دریافت شده توسط متیو مک‌کانهی است.

## جوایز و نامزدی‌ها
| جایزه                                     | سال  | دسته                                                      | اثر نامزده شده                                                 | نتیجه       | منابع         |
| ----------------------------------------- | ---- | --------------------------------------------------------- | -------------------------------------------------------------- | ----------- | ------------- |
| جایزه اکتا                                | ۲۰۱۴ | بهترین بازیگر مرد                                         | باشگاه خریداران دالاس                                          | نامزدشده    | [ ۱ ]         |
| جایزه اسکار                               | ۲۰۱۴ | بهترین بازیگر مرد                                         | باشگاه خریداران دالاس                                          | برنده       | [ ۲ ]         |
| اتحادیه زنان روزنامه‌نگار سینمایی          | ۲۰۱۳ | بهترین بازیگر مرد                                         | باشگاه خریداران دالاس                                          | برنده       | [ ۳ ]         |
| Austin Film Critics Association           | ۲۰۱۲ | جایزه افتخاری ویژه                                        | برنی جوی قاتل مجیک مایک پسر روزنامه فروش                       | برنده       | [ ۴ ]         |
| Blockbuster Entertainment Awards          | ۱۹۹۸ | بازیگر مرد موردعلاقه – درام                               | تماس                                                           | نامزدشده    | [ ۵ ] [ ۶ ]   |
| Blockbuster Entertainment Awards          | ۲۰۰۱ | بازیگر مرد موردعلاقه – اکشن                               | یو-۵۷۱                                                         | نامزدشده    | [ ۷ ] [ ۸ ]   |
| انجمن منتقدان فیلم بوستون                 | ۲۰۱۳ | بهترین بازیگران                                           | گرگ وال استریت                                                 | دوم         | [ ۹ ]         |
| انجمن منتقدان فیلم شیکاگو                 | ۱۹۹۷ | متعهدترین بازیگر مرد                                      | زمانی برای کشتن                                                | نامزدشده    | [ ۱۰ ]        |
| انجمن منتقدان فیلم شیکاگو                 | ۲۰۱۳ | بهترین بازیگر مرد                                         | باشگاه خریداران دالاس                                          | نامزدشده    | [ ۱۱ ] [ ۱۲ ] |
| Crime Thriller Awards                     | ۲۰۱۴ | خنجر بهترین بازیگر مرد                                    | کارآگاه حقیقی                                                  | برنده       | [ ۱۳ ]        |
| جایزه گزینش منتقدان فیلم                  | ۲۰۱۳ | بهترین بازیگر نقش مکمل مرد                                | مجیک مایک                                                      | نامزدشده    | [ ۱۴ ] [ ۱۵ ] |
| جایزه گزینش منتقدان فیلم                  | ۲۰۱۴ | بهترین بازیگر مرد                                         | باشگاه خریداران دالاس                                          | برنده       | [ ۱۶ ] [ ۱۷ ] |
| جایزه گزینش منتقدان فیلم                  | ۲۰۱۴ | بهترین گروه بازیگری                                       | گرگ وال استریت                                                 | نامزدشده    | [ ۱۶ ] [ ۱۷ ] |
| جایزه گزینش منتقدان تلویزیون              | ۲۰۱۴ | بهترین بازیگر مرد سریال درام                              | کارآگاه حقیقی                                                  | برنده       | [ ۱۸ ]        |
| انجمن منتقدان فیلم دالاس‌فورت وورث         | ۲۰۱۳ | بهترین بازیگر مرد                                         | باشگاه خریداران دالاس                                          | برنده       | [ ۱۹ ]        |
| جامعه منتقدان فیلم دیترویت                | ۲۰۱۲ | بهترین بازیگر نقش مکمل مرد                                | مجیک مایک                                                      | نامزدشده    | [ ۲۰ ]        |
| جامعه منتقدان فیلم دیترویت                | ۲۰۱۳ | بهترین بازیگر نقش مکمل مرد                                | ماد                                                            | نامزدشده    | [ ۲۱ ]        |
| جامعه منتقدان فیلم دیترویت                | ۲۰۱۳ | بهترین بازیگر مرد                                         | باشگاه خریداران دالاس                                          | برنده       | [ ۲۱ ]        |
| جامعه منتقدان فیلم دیترویت                | ۲۰۱۳ | بهترین گروه                                               | گرگ وال استریت                                                 | نامزدشده    | [ ۲۱ ]        |
| جوایز دوریان                              | ۲۰۱۴ | اجرای فیلم سال – بازیگر مرد                               | باشگاه خریداران دالاس                                          | برنده       | [ ۲۲ ]        |
| جوایز دوریان                              | ۲۰۱۵ | اجرای تلویزیونی سال - بازیگر مرد                          | کارآگاه حقیقی                                                  | نامزدشده    | [ ۲۳ ]        |
| Dublin Film Critics' Circle               | ۲۰۱۲ | بهترین بازیگر مرد                                         | جوی قاتل                                                       | جایگاه پنجم | [ ۲۴ ]        |
| Dublin Film Critics' Circle               | ۲۰۱۳ | بهترین بازیگر مرد                                         | ماد                                                            | جایگاه ششم  | [ ۲۵ ]        |
| Fangoria Chainsaw Awards                  | ۲۰۱۵ | بهترین بازیگر مرد تلویزیون                                | کارآگاه حقیقی                                                  | برنده       | [ ۲۶ ]        |
| جایزه ایندیپندنت اسپیریت                  | ۲۰۱۳ | بهترین بازیگر نقش مکمل مرد                                | مجیک مایک                                                      | برنده       | [ ۲۷ ] [ ۲۸ ] |
| جایزه ایندیپندنت اسپیریت                  | ۲۰۱۳ | بهترین رهبری بازیگر مرد                                   | جوی قاتل                                                       | نامزدشده    | [ ۲۷ ] [ ۲۸ ] |
| جایزه ایندیپندنت اسپیریت                  | ۲۰۱۴ | بهترین رهبری بازیگر مرد                                   | باشگاه خریداران دالاس                                          | برنده       | [ ۲۹ ]        |
| جایزه ایندیپندنت اسپیریت                  | ۲۰۱۴ | جایزه رابرت آلتمن                                         | ماد                                                            | برنده       | [ ۲۹ ]        |
| حلقه منتقدان فیلم فلوریدا                 | ۲۰۰۳ | بهترین بازیگران                                           | سیزده گفتگو در مورد یک چیز                                     | برنده       | [ ۳۰ ]        |
| گلدن کمرا                                 | ۲۰۱۳ | بهترین بازیگر مرد بین المللی                              | باشگاه خریداران دالاس                                          | برنده       | [ ۳۱ ]        |
| جایزه گلدن گلوب                           | ۲۰۱۴ | بهترین بازیگر مرد – فیلم درام                             | باشگاه خریداران دالاس                                          | برنده       | [ ۳۲ ]        |
| جایزه گلدن گلوب                           | ۲۰۱۵ | بهترین بازیگر مرد – مینی‌سریال یا فیلم تلویزیونی           | کارآگاه حقیقی                                                  | نامزدشده    | [ ۳۳ ]        |
| جایزه تمشک طلایی                          | ۲۰۱۹ | بدترین بازیگر مرد                                         | آرامش                                                          | نامزدشده    | [ ۳۴ ]        |
| انجمن منتقدان فیلم جورجیا                 | ۲۰۱۳ | بهترین بازیگر مرد                                         | باشگاه خریداران دالاس                                          | نامزدشده    | [ ۳۵ ]        |
| انجمن منتقدان فیلم جورجیا                 | ۲۰۱۳ | بهترین گروه                                               | گرگ وال استریت                                                 | نامزدشده    | [ ۳۵ ]        |
| جوایز گاتهام                              | ۲۰۱۲ | بهترین گروه بازیگران                                      | برنی                                                           | نامزدشده    | [ ۳۶ ] [ ۳۷ ] |
| جوایز گاتهام                              | ۲۰۱۳ | بهترین بازیگر مرد                                         | باشگاه خریداران دالاس                                          | برنده       | [ ۳۸ ]        |
| جوایز فیلم هالیوود                        | ۲۰۱۳ | بهترین بازیگر مرد                                         | باشگاه خریداران دالاس                                          | برنده       | [ ۳۹ ]        |
| جوایز فیلم هالیوود                        | ۲۰۱۶ | گروه سال                                                  | Gold                                                           | برنده       | [ ۴۰ ]        |
| جامعه منتقدان فیلم هیوستون                | ۲۰۱۳ | بهترین بازیگر نقش مکمل مرد                                | مجیک مایک                                                      | نامزدشده    | [ ۴۱ ]        |
| جامعه منتقدان فیلم هیوستون                | ۲۰۱۳ | بهترین بازیگر نقش مکمل مرد                                | ماد                                                            | نامزدشده    | [ ۴۲ ] [ ۴۳ ] |
| جامعه منتقدان فیلم هیوستون                | ۲۰۱۳ | بهترین بازیگر مرد                                         | باشگاه خریداران دالاس                                          | نامزدشده    | [ ۴۲ ] [ ۴۳ ] |
| Irish Film & Television Academy           | ۲۰۱۴ | بهترین بازیگر مرد بین المللی                              | باشگاه خریداران دالاس                                          | نامزدشده    | [ ۴۴ ]        |
| جایزه سینمایی و تلویزیونی ام‌تی‌وی          | ۱۹۹۷ | بهترین اجرای رو به جلو                                    | زمانی برای کشتن                                                | برنده       | [ ۴۵ ]        |
| جایزه سینمایی و تلویزیونی ام‌تی‌وی          | ۲۰۱۴ | بهترین دگرگونی روی صحنه                                   | باشگاه خریداران دالاس                                          | نامزدشده    | [ ۴۶ ] [ ۴۷ ] |
| جایزه سینمایی و تلویزیونی ام‌تی‌وی          | ۲۰۱۴ | بهترین اجرای مرد                                          | باشگاه خریداران دالاس                                          | نامزدشده    | [ ۴۶ ] [ ۴۷ ] |
| جایزه سینمایی و تلویزیونی ام‌تی‌وی          | ۲۰۱۴ | Best On-Screen Duo (shared with Jared Leto)               | باشگاه خریداران دالاس                                          | نامزدشده    | [ ۴۶ ] [ ۴۷ ] |
| جامعه ملی منتقدان فیلم                    | ۲۰۱۳ | بهترین بازیگر نقش مکمل مرد                                | برنی مجیک مایک                                                 | برنده       | [ ۴۸ ]        |
| حلقه منتقدان فیلم نیویورک                 | ۲۰۱۳ | بهترین بازیگر نقش مکمل مرد                                | برنی مجیک مایک                                                 | برنده       | [ ۴۹ ]        |
| جامعه آنلاین منتقدان فیلم                 | ۲۰۱۳ | بهترین بازیگر نقش مکمل مرد                                | ماد                                                            | نامزدشده    | [ ۵۰ ] [ ۵۱ ] |
| جشنواره بین‌المللی فیلم پام اسپرینگز       | ۲۰۱۴ | Desert Palm Achievement Award                             | باشگاه خریداران دالاس                                          | برنده       | [ ۵۲ ]        |
| People's Choice Awards                    | ۲۰۰۶ | ستاره اکشن مرد موردعلاقه                                  | صحرا                                                           | برنده       | [ ۵۳ ]        |
| جایزه امی ساعات پربیننده                  | ۲۰۱۴ | بهترین بازیگر نقش اول مرد در مجموعه تلویزیونی درام        | کارآگاه حقیقی                                                  | نامزدشده    | [ ۵۴ ]        |
| جایزه امی ساعات پربیننده                  | ۲۰۱۴ | Outstanding Drama Series                                  | کارآگاه حقیقی                                                  | نامزدشده    | [ ۵۵ ]        |
| Producers Guild of America Award          | ۲۰۱۵ | Best Episodic Drama                                       | کارآگاه حقیقی                                                  | نامزدشده    | [ ۵۶ ]        |
| جشنواره فیلم رم                           | ۲۰۱۳ | بهترین بازیگر مرد                                         | باشگاه خریداران دالاس                                          | برنده       | [ ۵۷ ]        |
| جوایز فیلم ملی روسیه                      | ۲۰۱۵ | بازیگر مرد خارجی سال                                      | باشگاه خریداران دالاس میان‌ستاره‌ای گرگ وال استریت کارآگاه حقیقی | برنده       | [ ۵۸ ]        |
| جوایز فیلم ملی روسیه                      | ۲۰۱۵ | قهرمان خارجی سال                                          | میان‌ستاره‌ای                                                    | نامزدشده    | [ ۵۸ ]        |
| انجمن منتقدان فیلم سن دیگو                | ۲۰۱۲ | بهترین بازیگر نقش مکمل مرد                                | جوی قاتل                                                       | نامزدشده    | [ ۵۹ ] [ ۶۰ ] |
| انجمن منتقدان فیلم سن دیگو                | ۲۰۱۳ | بهترین بازیگر مرد                                         | باشگاه خریداران دالاس                                          | نامزدشده    | [ ۶۱ ] [ ۶۲ ] |
| حلقه منتقدان فیلم سان‌فرانسیسکو            | ۲۰۱۳ | بهترین بازیگر مرد                                         | باشگاه خریداران دالاس                                          | نامزدشده    | [ ۶۳ ]        |
| Sant Jordi Awards                         | ۲۰۱۴ | بهترین بازیگر مرد خارجی                                   | ماد                                                            | برنده       | [ ۶۴ ]        |
| جایزه ستلایت                              | ۲۰۱۴ | بهترین بازیگر مرد – فیلم                                  | باشگاه خریداران دالاس                                          | برنده       | [ ۶۵ ]        |
| جایزه ساترن                               | ۲۰۱۳ | بهترین بازیگر مرد                                         | جوی قاتل                                                       | برنده       | [ ۶۶ ]        |
| جایزه ساترن                               | ۲۰۱۵ | بهترین بازیگر مرد                                         | میان‌ستاره‌ای                                                    | نامزدشده    | [ ۶۷ ] [ ۶۸ ] |
| جایزه ساترن                               | ۲۰۱۷ | بهترین بازیگر مرد                                         | طلا                                                            | نامزدشده    | [ ۶۹ ]        |
| جایزه انجمن بازیگران فیلم                 | ۲۰۱۴ | بهترین بازیگر مرد                                         | باشگاه خریداران دالاس                                          | برنده       | [ ۷۰ ]        |
| جایزه انجمن بازیگران فیلم                 | ۲۰۱۴ | Outstanding Performance by a Cast in a Motion Picture     | باشگاه خریداران دالاس                                          | نامزدشده    | [ ۷۰ ]        |
| جایزه انجمن بازیگران فیلم                 | ۲۰۱۵ | Outstanding Performance by a Male Actor in a Drama Series | کارآگاه حقیقی                                                  | نامزدشده    | [ ۷۱ ]        |
| انجمن منتقدان فیلم سنت لوئیس              | ۲۰۱۳ | بهترین بازیگر مرد                                         | باشگاه خریداران دالاس                                          | دوم         | [ ۷۲ ]        |
| جوایز تی‌سی‌ای                              | ۲۰۱۴ | Individual Achievement in Drama                           | کارآگاه حقیقی                                                  | برنده       | [ ۷۳ ]        |
| جوایز برگزیده نوجوانان                    | ۲۰۰۱ | انتخاب شیمی فیلم (مشترک با جنیفر لوپز)                    | برنامه‌ریز عروسی                                                | نامزدشده    | [ ۷۴ ]        |
| جوایز برگزیده نوجوانان                    | ۲۰۰۳ | انتخاب بوسه پرشور فیلم (مشترک با کیت هادسن)               | چگونه مردی را در ۱۰ روز از دست بدهیم                           | نامزدشده    | [ ۷۵ ]        |
| جوایز برگزیده نوجوانان                    | ۲۰۰۳ | انتخاب دروغگوی فیلم                                       | چگونه مردی را در ۱۰ روز از دست بدهیم                           | نامزدشده    | [ ۷۵ ]        |
| جوایز برگزیده نوجوانان                    | ۲۰۰۵ | انتخاب بوسه پرشور فیلم (مشترک با پنه‌لوپه کروز)            | صحرا                                                           | نامزدشده    | [ ۷۶ ]        |
| جوایز برگزیده نوجوانان                    | ۲۰۰۵ | Choice Movie Actor: Action/Thriller                       | صحرا                                                           | نامزدشده    | [ ۷۶ ]        |
| انجمن منتقدان فیلم تورنتو                 | ۲۰۱۳ | بهترین بازیگر مرد                                         | باشگاه خریداران دالاس                                          | دوم         | [ ۷۷ ]        |
| حلقه منتقدان فیلم ونکوور                  | ۲۰۱۴ | بهترین بازیگر مرد                                         | باشگاه خریداران دالاس                                          | نامزدشده    | [ ۷۸ ] [ ۷۹ ] |
| Village Voice Film Poll                   | ۲۰۱۲ | بهترین بازیگر نقش مکمل مرد                                | برنی                                                           | جایگاه نهم  | [ ۸۰ ]        |
| Village Voice Film Poll                   | ۲۰۱۲ | بهترین بازیگر نقش مکمل مرد                                | جوی قاتل                                                       | جایگاه پنجم | [ ۸۰ ]        |
| Village Voice Film Poll                   | ۲۰۱۲ | بهترین بازیگر نقش مکمل مرد                                | مجیک مایک                                                      | برنده       | [ ۸۰ ]        |
| Village Voice Film Poll                   | ۲۰۱۲ | بهترین بازیگر مرد                                         | جوی قاتل                                                       | جایگاه هفتم | [ ۸۱ ]        |
| Village Voice Film Poll                   | ۲۰۱۳ | بهترین بازیگر مرد                                         | باشگاه خریداران دالاس                                          | جایگاه هشتم | [ ۸۲ ]        |
| انجمن منتقدان فیلم منطقه واشینگتن، دی.سی. | ۲۰۱۳ | بهترین بازیگر مرد                                         | باشگاه خریداران دالاس                                          | نامزدشده    | [ ۸۳ ]        |
| حلقه زنان منتقد فیلم                      | ۲۰۱۶ | بهترین بازیگر مرد                                         | دولت آزاد جونز                                                 | نامزدشده    | [ ۸۴ ] [ ۸۵ ] |

## دیگر افتخارات
| سال  | جایزه                                                  | منبع   |
| ---- | ------------------------------------------------------ | ------ |
| ۲۰۱۴ | جایزه فیلم‌خانه آمریکایی                                | [ ۸۶ ] |
| ۲۰۱۴ | جایزه فارغ التحصیلان برجسته انجمن دانشجویان تگزاس ایزس | [ ۸۷ ] |
| ۲۰۱۵ | New Orleans Film Society Celluloid Hero Award          | [ ۸۸ ] |